# Gornji Bučumet
Gornji Bučumet (izvirno srbsko Доњи Бучумет) je naselje v Srbiji, ki upravno spada pod Občino Medveđa; slednja pa je del Jablaniškega upravnega okraja.

## Demografija
V naselju, katerega izvirno (srbsko-cirilično) ime je Доњи Бучумет, živi 160 polnoletnih prebivalcev, pri čemer je njihova povprečna starost 49,9 let (48,7 pri moških in 51,3 pri ženskah). Naselje ima 73 gospodinjstev, pri čemer je povprečno število članov na gospodinjstvo 2,55.
To naselje je, glede na rezultate popisa iz leta 2002, večinoma srbsko, a v času zadnjih treh popisov je opazno zmanjšanje števila prebivalcev.
|  |

| Demografija | Demografija     | Demografija     |
| Leto        | Št. prebivalcev | Št. prebivalcev |
| ----------- | --------------- | --------------- |
|             |                 |                 |
|             |                 |                 |
|             |                 |                 |
|             |                 |                 |
| 1948        | 616             |                 |
| 1953        | 572             |                 |
| 1961        | 495             |                 |
| 1971        | 390             |                 |
| 1981        | 339             |                 |
| 1991        | 279             | 279             |
| 2002        | 186             | 186             |
|             |                 |                 |

| Etnična sestava po popisu iz leta 2002 | Etnična sestava po popisu iz leta 2002 | Etnična sestava po popisu iz leta 2002 | Etnična sestava po popisu iz leta 2002 | Etnična sestava po popisu iz leta 2002 |
| -------------------------------------- | -------------------------------------- | -------------------------------------- | -------------------------------------- | -------------------------------------- |
| Srbi                                   | Srbi                                   |                                        | 185                                    | 99,46%                                 |
| Neznano                                | Neznano                                |                                        | 0                                      | 0,0%                                   |